# Scamboneura davaoensis
Scamboneura davaoensis är en tvåvingeart som beskrevs av Alexander 1931. Scamboneura davaoensis ingår i släktet Scamboneura och familjen storharkrankar. Inga underarter finns listade i Catalogue of Life.